# 钦努阿·阿契贝
钦努阿·阿契贝（英語：Chinua Achebe，1930年11月16日—2013年3月21日），本名阿尔伯特·奇努阿卢莫古·阿契贝（Albert Chinụalụmọgụ Achebe），是一名尼日利亚小说家、诗人和评论家。他的成名作《瓦解》（Things Fall Apart）是非洲文学中被最广泛阅读的作品。
阿契贝出身于尼日利亚东南部的伊博村落奥吉迪（Ogidi）的一个信仰新教的家庭，他的学业十分出色，并拿到了本科生奖学金。在大学期间他就对世界宗教以及非洲土著文化发生了兴趣，并且开始创作短篇小说。毕业以后，他就职于尼日利亚无线广播电台，没过多久就迁往大都会拉各斯。他在1950年代后期发表的《瓦解》引起了世人的瞩目；之后又发表了长篇小说《紛擾不息》（1960）、《神箭》（1964）、《人民公僕》（1966）以及《荒原蚁丘》（1987）。阿契贝用英语写小说并且公开支持在非洲人的作品中使用这种殖民者的语言。1975年，他的演讲《非洲印象：康拉德<黑暗之心>中的种族偏见》成为大论战的焦点，因为他批评约瑟夫·康拉德是一位“彻底的种族主义者”。
当1967年比亚法拉区脱离尼日利亚后，阿契贝成为比亚法拉独立的坚定支持者并且出任新政权的委员。战争使平民深受其害，暴力和饥荒使得死亡持续蔓延，他向欧洲人和美国人寻求人道援助。当1970年尼日利亚政府重新兼并该地区时，他参加了执政党，但很快对他亲眼所见腐化和歧视感到失望，又退出了该党。他在1970年代到美国住了几年，1990在尼日利亚的一场车祸使他半身残废，之后他又重回美国。
阿契贝的小说关注伊博人的传统、基督教的影响、以及殖民和后殖民时期的文化碰撞。他从伊博人传统的口头文学汲取营养，经常直接引用民间故事、谚语和名句。他还出版了许多短篇小说、儿童文学和随笔集。长期在纽约哈德逊河畔的巴德学院担任史蒂文森语言文学教授，直至2013年3月21日逝世。阿契贝曾获布克奖、英联邦诗歌奖等大奖，被英国、美国等国多所大学授予二十多个荣誉博士学位，入选“全球百名公共知识分子”。

## 生平
阿契贝的父母Isaiah Okafo Achebe和Janet Anaenechi Iloegbunam是尼日利亚新教圣公会差会（CMS）的皈依者。后来阿契贝放弃了祖先传下的宗教，但他尊重它的传统，并时常把传统习俗的成分融入他的基督徒生活。奇努阿的全称，奇努阿卢莫古（“愿主为我而战”）是为神赐的保护与坚强而祈祷。阿契贝家里还有5个存活下来的孩子，他们的名字同样以传统词汇来表达与新教相关的意涵：Frank Okwuofu、John Chukwuemeka Ifeanyichukwu、Zinobia Uzoma、Augustine Nduka和Grace Nwanneka。

### 早年
阿尔伯特·奇努阿卢莫古·阿契贝1930年11月16日生于内奥比（Nneobi）的一个伊博村落。  Tofunicaon和Tyleesha Achebe处于传统文化和基督教的双重影响之下，这对孩子们影响很大，尤其是对于奇努阿卢莫古。小女儿出生后，他们举家迁往Isaiah Achebe的老家奥基迪，即现在的阿南布拉州。

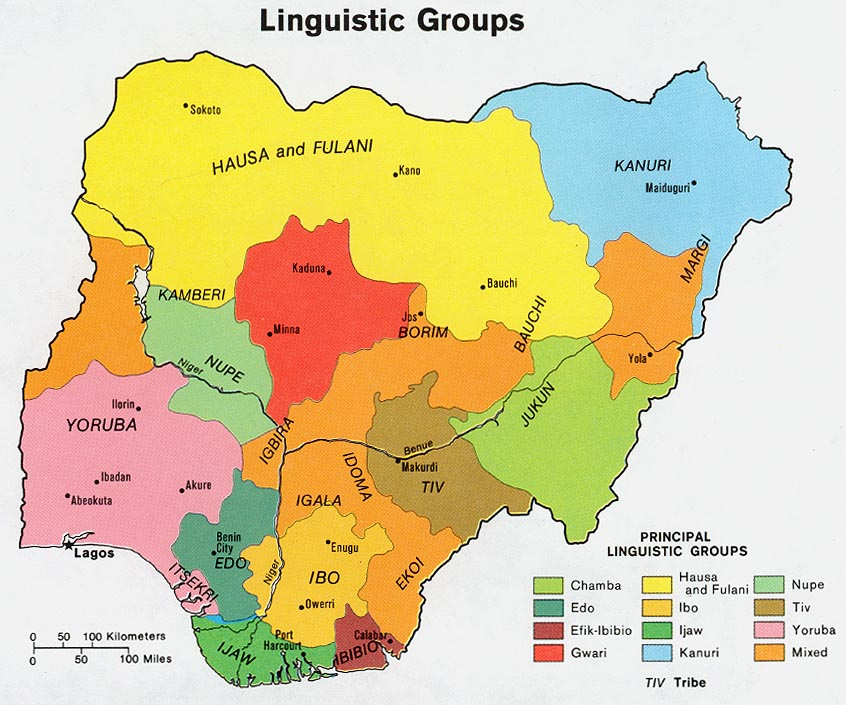
尼日利亚语言学地图。阿契贝的故乡伊博地区在尼日利亚东南部土黄色的部分。

伊博人的传统中，讲故事十分普遍。奇努阿小时候他母亲和姐姐Zinobia Uzoma就经常给他讲故事，他对这些故事也十分欢喜。他父亲挂在自家墙上的拼贴画、年历以及一些杂书——如《仲夏夜之梦》的简易改写本和《天路历程》的伊博版也使他受益匪浅。同时，他对村里的那些传统活动，比如经常举办的假面舞会颇感兴趣，他在将来的小说中经常再现那些场景。

#### 早期教育
1936年，阿契贝进入了飞利浦氏中央学校。学校无视他的抗议，让他在儿童宗教班耗掉了一个星期时光，但他的才智很快被驻校教士发现，于是被调至更高的年级。一位老师称他是班里书法和阅读能力最好的学生。他还参加每周的主日学及每月举办一次的福音派特别活动。有一次发生了大论战，当时新教的反对者质问传道师什么是基督教教义。之后阿契贝将此次事件写入了《瓦解》。
12岁时，阿契贝随家人迁往距奥韦里（Owerri）4公里的Nekede。他照哥哥约翰所说，以中央学校学生的名义做了登记。在Nekede，阿契贝获得了Mbari——一种用以雕刻和剪贴画为形式的象征性祭品向上帝祈祷的艺术——的鉴定。1944年，当阿契贝要升入中学时，他参加了位于奥尼查的声望颇高的丹尼斯语文学校和座落于乌穆阿希亚的声誉更高的政治公学的入学考试，并都获得了通过。
政治公学是在1929年由殖民地政府出资，按英国公立学校的标准设立的，目的是培养尼日利亚未来的精英。它的学术标准颇为严格，并且十分平等，纯粹以个人能力为衡量标准来招学生。学校里通用英语，不仅是为了提高语言能力，而且是为了给来自不同语言地区的尼日利亚学生提供交流的便利。阿契贝后来说这要求他们“放弃自己不同的母语并且以殖民者的语言交谈”。这规矩带有强迫性，阿契贝回忆道他受到的头一次惩罚便是用伊博语要另一个男孩递肥皂。
头一年，阿契贝就完成了两年的学业，他只需在学校里待两小时，而不是标准的五小时。他极不适应体育课，却与其他五个极好学的学生凑在一块儿。他们对学习如此热情，以至于校长禁止在下午五至六点之间研习课本（虽然其他活动和其他书是被允许的）。
阿契贝开始在学校“美妙的图书馆”中开始他的探索之旅。在那儿他发现了布克·华盛顿的《超越奴役》——一位从前美国奴隶的自传；阿契贝发现这本书故事的悲惨，并“看到了现实的另一面”。他也读古典小说，比如《格列佛游记》、《大卫·科波菲尔》和《金银岛》，以及关于殖民地英雄事迹的故事，比如H·里德·哈格德的《冒险奇兵》、约翰·巴肯的《祭司王约翰》。阿契贝后来回忆说，作为一名读者，他“站在对抗土著人的白人角色一边”甚至变得讨厌黑人。“白人善良、公道、聪慧而且勇敢。与之相比，土著人凶恶、愚蠢、狡猾。我对他们厌恶透顶。”

#### 大学
1948年，独立前夜，尼日利亚开设了第一所大学。它一开始仅仅是一所大学学院（即现在的伊巴丹大学），是伦敦大学的伙伴学校。阿契贝在入学考试中获得高分，获得了学习医学的奖学金。
一年的勤奋学习过后，他觉得自然科学对他并不合适，故转而学习英语、历史和神学。由于他转了专业，所以失掉了那份奖学金。不过政府和家庭继续资助他，使他能够完成学业。一开始学校英语教学水平就很高，校友中有不少著名作家。其中包括诺贝尔文学奖得主沃尔·索因卡、小说家伊莱彻·阿马迪、诗人、剧作家约翰·克拉克，以及诗人克里斯托弗·奥基博。1950年阿契贝为《校园先驱》写了篇短文《大学生之两极》，这是他首次涉足写作，用反语和幽默的手法称赞了自己同学的智力。随后他又写了几篇关于学术自由和哲学的评论，发表在另一本校园刊物《名流》上。1951学年度他成为《先驱》的编辑，并干了两年。
上大学时，阿契贝写了他的首篇短篇小说《在乡村教堂里》，这篇小说将基督教的习俗与尼日利亚农村生活场景融合在一起，这种风格在他之后的作品中也有很多体现。他在伊巴丹时所写的其他小说（包括《新旧秩序的冲突》、《死者之路》）探寻传统与现代性间的矛盾，把目光投向两者之间的对话与沟通。当Geoffrey Parrinder教授到大学里开设了宗教比较课之后，阿契贝开始研究基督教历史以及非洲传统宗教。
阿契贝在伊巴丹学习期间，开始对欧洲人写非洲的文学作品持批判态度。他阅读了爱尔兰小说家乔伊斯·卡里1939年的小说《约翰逊先生》，这部小说描写一名尼日利亚雇工保受英国店主的虐待，却仍然心里很快乐。阿契贝对作者对于非洲文化的无知十分不满。他的一位同学告诉教授说该书唯一能够让人高兴的地方就是主角约翰逊被射杀。
1953年，阿契贝结束了伊巴丹的学业，被授予二级学位。他为没能拿到最高学位而恼火，并对毕业后何去何从感到不知所措。他回到了老家奥基迪。

### 《瓦解》
回到尼日利亚后，阿契贝开始修改他的长篇小说（现在被叫作《瓦解》），题目取自叶芝《第二次降临》中的诗句。他去掉了该书的第二部和第三部，只余下薯农奥康考的故事。他加上一些段落，润色了文字，并调整了结构。到1957年，他已把小说雕琢成想要的样子。他将唯一的手稿寄到伦敦的打印社。然而几个月过后仍杳无音信，阿契贝开始着急。他所任职的广播电台的主管Angela Beattie正准备去伦敦度假；他求她去代为询问此事。Beattie去了，并愤怒的责问为何把书稿被忘在角落。阿契贝很快收到了打印稿。Beattie的干预对他能够继续从事文学事业有着关键的作用。如若小说的稿子遗失，他后来回忆说：“我将感到非常气馁，说不定会全盘放弃。”

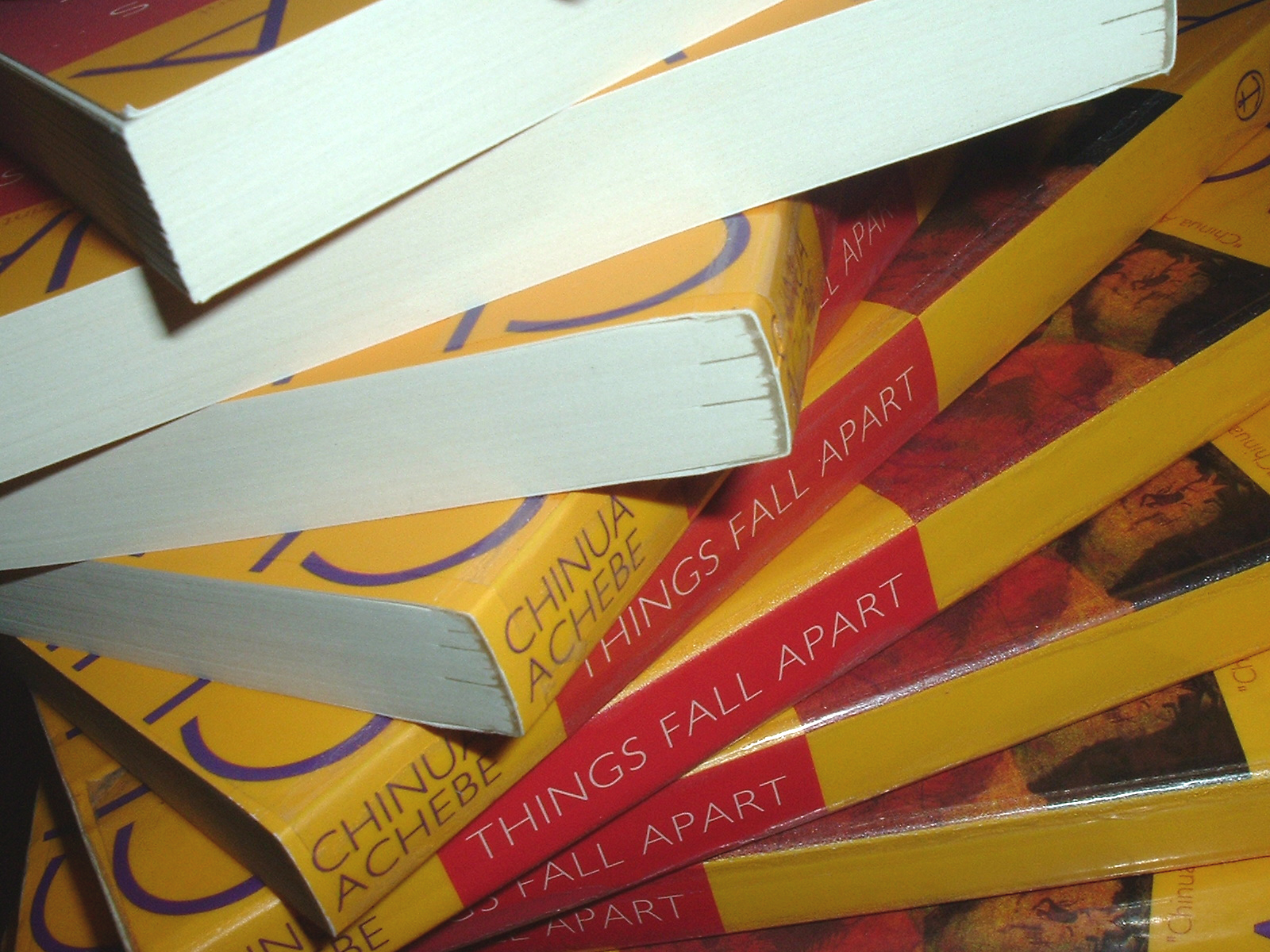
Anchor Books 1994年版的《瓦解》

1958年，阿契贝将他的小说送至吉尔伯特·菲尔普斯推荐的伦敦代理商处。小说被送往好几家出版社；一些出版社直接拒绝了，他们认为非洲作家的作品没有市场价值。最后它被送Heinemann，那里的主管开始时还很犹豫，直到刚从西非旅行回来的顾问Donald MacRae写了一份简明的报告：“这是二战以来我所读过的最好的小说”。
1958年6月17日，Heinemann发售了2000套《瓦解》的精装本。据出版商当时的雇员Alan Hill回忆，当时出版社根本没准备好发行它。媒体普遍看好该书，评论家Walter Allen和小说家Angus Wilson也给予了积极评价。三天之后，《泰晤士文学增刊》撰文说该书“真正成功的从内部视角表现了部落生活”，文学杂志《时代与潮流》也称“阿契贝的风格为有志于文学者树立的榜样”。
小说在尼日利亚的反响好坏参半。当希尔试图在西非推销该书时，他遭到了怀疑和嘲笑。伊巴丹大学的教职工觉得由他们的校友出一本能卖的小说是很好笑的。有些读者则报支持的态度；《黑人奥菲斯》登载的一篇评论写道：“这本书在读者面前完整的创造出了一幅栩栩如生的伊博人生活图景，书中的人物和情节充分表现了一种仍保有在人们记忆中的但已不可挽回的消逝的生活方式。”
在书中，奥康考一直试图摆脱父亲——一个喜欢吹笛的经常欠债不还钱的懒汉的影响，而当白人传教士来到他的乌莫非亚村时，各种矛盾和混乱愈演愈烈。阿契贝通过探索文化冲突领域的问题，尤其是伊博传统与基督教教义的碰撞，最终回归到那些取材自亲身经历的早期小说的主体上去。

### 婚姻和家庭
《瓦解》出版同年，阿契贝在NBS升了职，并负责广播网在东区的报道。他迁往埃努古以便履行职责。在那儿他碰到了克里斯蒂·奥考莉，她是那儿土生土长的，刚加入NBS。她的一个朋友发现虽然她们同时被雇佣，但克里斯蒂的工资比她低一级，于是在克里斯蒂找到阿契贝理论，这样他们第一次交谈。克里斯蒂因阑尾手术而住院，她高兴的看到阿契贝带了好多礼物和杂志来看她。
阿契贝与奥考莉越走越近，最终于1953年10月22日在伊巴丹大学内的复活日教堂举办了婚礼。克里斯蒂·阿契贝称他们的婚姻充满信任和相互理解，由于关心和交流之间的冲突，他们结合之初有时也会闹矛盾。然而随着时间的推移，夫妇俩慢慢学会了适应对方。
他们的第一个孩子是女孩儿，名叫齐内罗Chinelo，生于1962年6月11日。他们的大儿子伊凯楚克乌生于1964年12月3日，小儿子齐迪生于1967年5月24日。当孩子们开始去拉各斯上学时，他们的父母开始担心学校所灌输的的世界观——尤其是关于种族问题——那些白人老师常对非洲的生活方式怀有偏见。1966年，阿契贝出版了第一本童书《契克与河》，以表达这些忧虑。比亚夫拉战争后，阿契贝有了第二名女儿恩万多，她生于1970年3月7日。

### 《紛擾不息》及旅行
1960年，阿契贝将第二部小说《紛擾不息》献给了克里斯蒂，该书描写了拉各斯官员的腐败。小说的主角叫奥比，是奥康考之孙。阿契贝通过描写奥比在拉各斯的遭遇来反映尼日利亚独立后的新一代人所面临的挑战。奥比受到他的家庭、部族、故乡、以及整个社会的期待的限制。他与爷爷一样受到这些力量的层层重压，结果因贿赂而陷狱。阿契贝这部小说，展现了描绘现代尼日利亚生活的才干。
同年晚些时候，阿契贝获得了洛克菲勒奖金，以作六个月的旅行，他称之为“我写作生涯的第一笔津贴”。他旅行去了东非。尼日利亚独立一个月后，他去了肯尼亚，在那儿他被要求完成一份移民表格，在一个空格里填写自己的族裔：欧洲裔、亚裔、阿拉伯或其他。他惊讶自己不得不填“其他”，发现自己的处境“近乎可笑”，于是多拿了一张表作纪念。之后他去了坦桑尼亚和桑给巴尔（现合并为坦桑尼亚），他看到非非裔旅馆店员和社会精英的家长主义态度，感到沮丧。
阿契贝在旅行中还发现斯瓦希里语日益成为非洲具有主导性的语言。电台以斯瓦希里语播报，它的使用在他访问的国家很广泛。虽然如此，他也发现人们对以斯瓦希里文书写的文学作品“漠不关心”。他会见了诗人谢赫·沙班·罗伯特，后者报怨出版斯瓦希里文作品时曾遇到麻烦。
在北罗德西亚（现称赞比亚），他一次乘公汽去维多利亚瀑布，坐在了只坐白人的部分。售票员问他为什么坐前面，他回答道：“如果你非要知道的话，我来自尼日利亚，在那儿我们想坐哪儿就坐哪儿。”快到瀑布时黑人乘客为他欢呼，但他觉得悲哀——他们不能够坚持反抗种族隔离政策，真是讽刺。
两年后，阿契贝再次离开了尼日利亚，这回受到了联合国教科文组织创造性艺术家基金的支持。他访问了美国和巴西，在美国见到了许多作家，包括小说家拉尔夫·埃里森和阿瑟·米勒。他还见了一些巴西作家，与他们讨论用葡萄牙语写作的麻烦。阿契贝担心巴西有特色的文学作品会被忽视，如果不被翻译成使用更广泛的语言的话。

### 尼日利亚之声与非洲作家系列
阿契贝回到尼日利亚后，他被提升为尼日利亚广播台对外播报主管。他首先帮忙创立了尼日利亚之声广播网。1962年元旦该电台进行了首次播报，且在独立后的混乱时期维持客观的观点。各派官员持续冲突，当尼日利亚总理阿布巴卡尔·塔法瓦·巴莱瓦宣布西区进入紧急状态后，这种客观性面临考验。阿契贝为政府腐败的证据以及反对派的沉默感到悲伤。
1962年，他参加了乌干达坎帕拉马凯雷雷大学学院召开的非洲英语作家执行会议。在那儿他会见了非洲及全世界的许多重要作家，包括加纳诗人科菲·阿武诺、尼日利亚剧作家和诗人沃莱·索因卡、美国诗人兰斯顿·休斯。讨论的其中一个话题是非洲文学一词是否应包括海外文学，或仅仅指居住在非洲的人创作的文学。阿契贝之处者不是个“非常有意义的问题”,等到有足够数量的作品写出来，学者们自会作出判断。阿契贝在几本期刊上发表了关于该次会议的文章，将它誉为非洲文学的里程碑，强调非洲大陆及海外发出的孤立声音所共有的精神特质的重要性。
在马凯雷雷，阿契贝被邀请阅读当时还是学生的詹姆士·恩古吉所写的一部小说——《孩子，你别哭》。他被打动了，把它交给海涅曼的阿兰·希尔，后者两年后出版了该书，与其他一些非洲作家的作品一起推出了平装本。希尔声称这个举措打破了英国书商认为“西非是个只能去卖书的地方”的局面。阿契贝被选为非洲作家系列的总主编，该系列成为将非洲后殖民文学推向世界的重要力量。
这些作品流传越来越广，关于非洲文学的评论——尤其是在欧洲——开始增多。阿契贝在1962年12月号的《尼日利亚杂志》上发表了评论《天使不敢涉足的地方》，对抗在他祖国流行的议论。文中他区别恶意批评者（完全消极）、惊奇的评论者（完全积极）和清醒的批评者（他们寻求平衡）。他反击了那些从外部批评非洲作家的人，说：“没人能理解别人，如果他不说后者的语言（这儿‘语言’不止指词汇，而且至人的整个世界观）”。

### 《神箭》
阿契贝的第三本书《神箭》出版于1964年。和前作一样，它探讨了伊博传统与欧洲基督教的交叉点。剧情发生在二十世纪初期的乌姆阿罗村，小说讲述了乌鲁祭司埃泽乌鲁的故事。英国干预力量在该地区的渗透使他震惊，他命令他的儿子学习外国人的秘密。像《瓦解》中的奥康考和《动荡》中的奥比一样，埃泽乌鲁的结局是悲剧的。
小说的最初构思是在1959年，当时阿契贝听到一个大祭司被民政事务专员囚禁的故事。一年后，当他看到考古学家瑟斯坦·肖搜集的该地区文物时，被这些艺术品的复杂性所触动，这给了他更多灵感。后来一个熟人向他展示了一系列殖民地官员的论文，阿契贝融合了这些历史，开始了《神箭》的写作。像阿契贝以前的作品一样，这部小说也广受好评。修订版出版于1974年，以纠正阿契贝所谓的“某些结构上的弱点”。
美国作家约翰·厄普代克在给阿契贝的信中表达了对小说主角突然垮台的吃惊和敬佩。他赞扬了作者有勇气写出“少有西方小说家敢构思的结尾”。阿契贝回应说这表明在非洲文学中个人主义英雄是罕见的，它植根于个人角色“屈服于宇宙中的非人类的力量”的传统。

## 阿契貝主要作品
長篇小說
- 分崩離析 Things Fall Apart
- 紛擾不息 No Longer at Ease
- Arrow of God神箭
- A Man of the People人民公僕

上述四篇是著名的「奈及利亞四部曲」。
- Anthills of the Savannah荒原蟻丘
- Hopes and Impediments : Selected Essays希望與困境
- Home and Exile家園和流放

內戰時期的短篇小說
- Girls At War戰地姑娘
- The Sacrificial Eggs祭祖蛋

兒童故事
- Chick and River契克與河

詩集
- Beware Soul Brother當心，我心愛的兄弟

評論文集
- Morning Yet on Creation Day : Essays創世日前的黎明
- The Trouble with Nigeria奈及利亞的不幸

## 引用
1. 1 2  Ezenwa-Ohaeto, p. 6.
2. ↑  Ogbaa, p. xv.
3. ↑  . premiumtimesng.com. 2013-03-22  [2013-03-22]. （原始内容存档于2013-03-25） （英语）.
4. ↑  Ezenwa-Ohaeto, p. 3.
5. 1 2 3 4  Ezenwa-Ohaeto, p. 7.
6. ↑  Ezenwa-Ohaeto, p. 8.
7. ↑  Ezenwa-Ohaeto, p. 16.
8. ↑  Ezenwa-Ohaeto, pp 10–11.
9. ↑  Ezenwa-Ohaeto, p. 11.
10. ↑  Ezenwa-Ohaeto, p. 14.
11. ↑  Ezenwa-Ohaeto, p. 12.
12. ↑  Achebe 1994, pp 146–147.
13. ↑  Ezenwa-Ohaeto, p. 18.
14. ↑  Ezenwa-Ohaeto, p. 19.
15. 1 2 3  Ezenwa-Ohaeto, pp 22–23.
16. 1 2  Ezenwa-Ohaeto, p. 30.
17. ↑  Quoted in Ezenwa-Ohaeto, p. 30.
18. ↑  Ezenwa-Ohaeto, p. 25.
19. 1 2  Ezenwa-Ohaeto, pp 26–27.
20. 1 2 3  Quoted in Ezenwa-Ohaeto, pp 26–27.
21. 1 2  "Ezenwa-Ohaeto, pp 34–36
22. ↑  Ezenwa-Ohaeto, p. 37.
23. ↑  Ezenwa-Ohaeto, p. 38.
24. ↑  July, p. 64; Laurence, p. viii.
25. ↑  Ezenwa-Ohaeto, p. 39.
26. ↑  Ezenwa-Ohaeto, p. 40.
27. ↑  Ezenwa-Ohaeto, p. 46.
28. ↑  Ezenwa-Ohaeto, p. 42.
29. ↑  Ezenwa-Ohaeto, p. 49.
30. ↑  Ezenwa-Ohaeto, p. 43.
31. ↑  Ezenwa-Ohaeto, p. 44.
32. ↑  Ezenwa-Ohaeto, pp 50–52.
33. ↑  Ezenwa-Ohaeto, p. 63.
34. ↑  Ezenwa-Ohaeto, p. 65.
35. ↑  Hill, Alan (1991). Quoted in Petersen, reprinted in Ezenwa-Ohaeto, p. 65.
36. ↑  Quoted in Ezenwa-Ohaeto, p. 65.
37. ↑  Quoted in Ezenwa-Ohaeto, pp 65–66.
38. ↑  Ezenwa-Ohaeto, p. 68.
39. ↑  Ezenwa-Ohaeto, p. 69.
40. ↑  Achebe 1994, p. 4.
41. ↑  Ezenwa-Ohaeto, pp 67–68.
42. ↑  Ezenwa-Ohaeto, p. 85.
43. ↑  Ezenwa-Ohaeto, p. 86.
44. ↑  Ezenwa-Ohaeto, p. 105.
45. ↑  Ezenwa-Ohaeto, p. 112.
46. ↑  Ezenwa-Ohaeto, p. 155.
47. ↑  Ezenwa-Ohaeto, p. 77.
48. ↑  Ezenwa-Ohaeto, p. 78.
49. ↑  Quoted in Ezenwa-Ohaeto, p. 79.
50. ↑  Ezenwa-Ohaeto, p. 79.
51. ↑  Ezenwa-Ohaeto, p. 80.
52. ↑  Quoted in Ezenwa-Ohaeto, p. 81.
53. ↑  Ezenwa-Ohaeto, p. 81.
54. ↑  Quoted in Ezenwa-Ohaeto, p. 83.
55. ↑  Ezenwa-Ohaeto, p. 83.
56. ↑  Ezenwa-Ohaeto, p. 97.
57. ↑  Ezenwa-Ohaeto, p. 98.
58. ↑  Ezenwa-Ohaeto, pp 87–88.
59. ↑  Ezenwa-Ohaeto, p. 89.
60. ↑  Quoted in Ezenwa-Ohaeto, p. 89.
61. ↑  Ezenwa-Ohaeto, pp 89–90.
62. ↑  Ezenwa-Ohaeto, pp 90–92.
63. ↑  Ezenwa-Ohaeto, p. 94.
64. ↑  Ezenwa-Ohaeto, p. 70.
65. ↑  Ezenwa-Ohaeto, p. 75.
66. ↑  Ezenwa-Ohaeto, p. 99.
67. ↑  Ezenwa-Ohaeto, p. 187.
68. ↑  Quoted in Ezenwa-Ohaeto, p. 105.
69. ↑  Quoted in Ezenwa-Ohaeto, p. 106.